# Limba abazină
Limba abazină este o limbă din familia caucaziană vorbită în Abhazia, Karaciai-Cerchezia și nordul Turciei.
Cei mai mulți vorbitori (aproximativ 35.000) se află în Rusia, mai ales în zona Abhaziei, iar restul (10.000) în nord-estul Turciei și în Iordania, unde au ajuns prin secolul al XIX-lea în urma Războiului din Caucaz (1817 - 1864).

## Caracteristici
După unii specialiști, limba abazină reprezintă un dialect al limbii abhaze, cu care se aseamănă, dar față de care prezintă deosebiri prin existența anumitor foneme cum ar fi cele fricativ-faringiale.
Sunt utilizate doar două vocale (a, ɨ), 56 (58) consoane (aspirate, glotalizate, palatalizate, labializate sau combinând câte două din aceste trăsături), 2 semiconsoane.
Accentul est fonologic.
Topica respectă ordinea: subiect-obiect-verb, adjectiv-substantiv.
Prezintă două dialecte: ašxar (ashkharwa, ashkherewa, ashxar) și tapanta (t'ap'anta), care au stat la baza limbii literare.

## Ortografie
Comunitatea abazină din Turcia utilizează alfabetul latin, iar cea din Rusia un alfabet chirilic modificat:
| А а     | Б б   | В в     | Г г     | Гв гв   | Гъ гъ   | Гъв гъв | Гъь гъь |
| Гь гь   | ГӀ гӀ | ГӀв гӀв | Д д     | Дж дж   | Джв джв | Джь джь | Дз дз   |
| Е е     | Ё ё   | Ж ж     | Жв жв   | Жь жь   | З з     | И и     | Й й     |
| К к     | Кв кв | Къ къ   | Къв къв | Къь къь | Кь кь   | КӀ кӀ   | КӀв кӀв |
| КӀь кӀь | Л л   | Ль ль   | М м     | Н н     | О о     | П п     | ПӀ пӀ   |
| Р р     | С с   | Т т     | Тл тл   | Тш тш   | ТӀ тӀ   | У у     | Ф ф     |
| Х х     | Хв хв | Хь хь   | ХӀ хӀ   | ХӀв хӀв | Ц ц     | ЦӀ цӀ   | Ч ч     |
| Чв чв   | ЧӀ чӀ | ЧӀв чӀв | Ш ш     | ШӀ шӀ   | Шв шв   | Щ щ     | Ъ ъ     |
| Ы ы     | Ь ь   | Э э     | Ю ю     | Я я     |         |         |         |